# Премия «Оскар» за лучший адаптированный сценарий
Премия «Оскар» за лучший адаптированный сценарий — престижная награда Академии кинематографических искусств и наук, присуждаемая ежегодно. Награду получает автор, чей сценарий базируется на основе какого-либо литературного произведения (роман, пьеса, рассказ и т. д.), телешоу или другого фильма. Сиквелы, как правило, рассматриваются наравне с адаптациями, за исключением тех, чьи сценарии основаны на оригинальной идее.

## Терминология
По мнению лингвиста и переводчика Д. И. Ермоловича, английский термин «adapted screenplay» следует переводить как «сценарий экранизации».

## 1929—1930
Первоначальное название этой номинации звучало как «Сценарий-адаптация».
1929
- Победитель — Седьмое небо — Бенджамин Глейзер (по одноимённой пьесе Остина Стронга)
- Номинанты:
  - Певец джаза — Альфред А. Кон (по пьесе Самсона Рафаэльсона «The Jazz Singer», в свою очередь основанной на его же рассказе «Day of Atonement»)
  - Славная Бетси — Энтони Коулдуэй (по одноимённой пьесе Риды Джонсон Янг)

Следующие два года награду вручали лучшему сценаристу, не делая различий между оригинальной версией и адаптацией.
1930-I
- Победитель — Патриот — Ханс Крели (по одноимённой пьесе Эшли Дьюкса (перевод пьесы Альфреда Нойманна «Der Patriot», в свою очередь основанной на драме Дмитрия Мережковского «Павел I»))
- Номинанты:
  - В старой Аризоне — Том Бэрри (по рассказу О. Генри «The Caballero’s Way»)
  - Женщина дела — Бесс Мередит (по роману Майкла Арлена «The Green Hat»)
  - Конец миссис Чейни — Ханс Крели (по пьесе Фредерика Лонсдейла «The Last of Mrs. Cheyney»)
  - Морская пехота — Эллиот Клоусон (оригинальный сценарий)
  - Наши танцующие дочери — Джозефина Ловетт (оригинальный сценарий)
  - Небоскрёб — Эллиот Клоусон (по одноимённому рассказу Дадли Мерфи)
  - Полицейский — Эллиот Клоусон (по одноимённому рассказу автора)
  - Сэл из Сингапура — Эллиот Клоусон (по рассказу Дэйла Коллинза «The Sentimentalists»)
  - Храбрец — Том Бэрри (по одноимённой пьесе Хэлворти Холла и Роберта Миддлмасса)
  - Чудо женщин — Бесс Мередит (по роману Германа Зудермана «Die Frau des Steffen Tromholt»)

1930-II
- Победитель — Казённый дом — Джозеф Фарнэм, Мартин Флавин, Фрэнсис Марион, Леннокс Мэрион (оригинальный сценарий)
- Номинанты:
  - Дизраэли — Джулиэн Джозефсон (по одноимённой пьесе Льюиса Н. Паркера)
  - На западном фронте без перемен — Джордж Эбботт, Максвелл Андерсон, Делл Эндрюс (по одноимённому роману Эриха Марии Ремарка)
  - Развод — Джон Миен (по роману Урсулы Пэрротт «Ex-Wife»)
  - Улица удачи — Ховард Эстабрук (по одноимённому рассказу Оливера Гарретта)

## 1931—1940
С 1931 года номинация вновь получила название «Сценарий-адаптация».
1931
- Победитель — Симаррон — Ховард Эстабрук (по одноимённому роману Эдны Фербер)
- Номинанты:
  - Маленький Цезарь — Фрэнсис Эдвард Фараго, Роберт Н. Ли (по одноимённому роману Уильяма Р. Бёрнетта)
  - Отпуск — Хорас Джексон (по одноимённой пьесе Филиппа Бэрри)
  - Скиппи — Джозеф Л. Манкевич, Сэм Минц (по мотивам комиксов Перси Кросби)
  - Уголовный кодекс — Сетон Миллер, Фред Нибло-младший (по одноимённой пьесе Мартина Флавина)

1932
- Победитель — Плохая девчонка — Эдвин Дж. Бёрк (по одноимённому роману Виньи Дельмар)
- Номинанты:
  - Доктор Джекилл и мистер Хайд — Сэмюэл Хоффенштайн, Перси Хит (по повести Роберта Льюиса Стивенсона «Странная история доктора Джекила и мистера Хайда»)
  - Эрроусмит — Сидни Ховард (по одноимённому роману Синклера Льюиса)

1934
- Победитель — Маленькие женщины — Виктор Херман, Сара Мейсон (по одноимённому роману Луизы Мэй Олкотт)
- Номинанты:
  - Леди на один день — Роберт Рискин (по рассказу Дэймона Раньона «Madame la Gimp»)
  - Ярмарка штата — Пол Грин, Соня Левин (по одноимённому роману Филипа Стонга)

1935
- Победитель — Это случилось однажды ночью — Роберт Рискин (по рассказу Сэмюэла Хопкинса Адамса «Night Bus»)
- Номинанты:
  - Да здравствует Вилья! — Бен Хект (по одноимённой биографии Одо Стэйда и Эджкама Пинчона)
  - Тонкий человек — Альберт Хэккетт, Фрэнсис Гудрич (по одноимённому роману Дэшилла Хэмметта)

К 1936 году название номинации меняется на «Лучший сценарий».
1936
- Победитель — Осведомитель — Дадли Николс (по одноимённому роману Лиама О’Флаэрти)
- Номинанты:
  - Дела и дни бенгальского улана — Валдемар Янг, Джон Л. Балдерстон, Ахмед Абдулла, Гровер Джонс, Уильям Слэйвенс МакНатт (по одноимённой автобиографии Фрэнсиса Йетса-Брауна)
  - Мятеж на «Баунти» — Тэлбот Дженнингс, Джулс Фёртман, Кэри Уилсон (по одноимённому роману Чарльза Нордхоффа и Джеймса Нормана Хэлла)
  - Одиссея капитана Блада — Кейси Робинсон (по одноимённому роману Рафаэля Сабатини)

1937
- Победитель — Повесть о Луи Пастере — Пьер Коллингз, Шеридан Гибни (на основе оригинального литературного материала авторов)
- Номинанты:
  - Додсворт — Сидни Ховард (по одноимённому роману Синклера Льюиса)
  - Мистер Дидс переезжает в город — Роберт Рискин (по рассказу Кларенса Бадингтона Келланда «Opera Hat»)
  - Мой слуга Годфри — Морри Рискинд, Эрик Хэтч (по роману Эрика Хэтча «1101 Park Avenue»)
  - После Худого — Фрэнсис Гудрич, Альберт Хэккетт (сиквел на основе романа Дэшилла Хэмметта «Худой» («Тонкий человек»))

1938
- Победитель — Жизнь Эмиля Золя — Хайнц Хэралд, Геза Хэрчег, Норман Рэйн (по биографическому роману Мэттью Джозефсона «Zola and His Time»)
- Номинанты:
  - Дверь на сцену — Морри Рискинд, Энтони Вейллер (по одноимённой пьесе Эдны Фербер и Джорджа С. Кауфмана)
  - Звезда родилась — Дороти Паркер, Алан Кэмпбелл, Роберт Карсон (на основе идеи Уильяма Уэллмана и Роберта Карсона)
  - Отважные капитаны — Марк Коннелли, Джон Ли Мэин, Дэйл Ван Эвери (по одноимённому роману Редьярда Киплинга)
  - Ужасная правда — Винья Дельмар (по одноимённой пьесе Артура Ричмана)

1939
- Победитель — Пигмалион — Иэн Дэлримпл, Сесил Льюис, У. П. Липскомб, Джордж Бернард Шоу (по одноимённой пьесе Джорджа Бернарда Шоу)
- Номинанты:
  - Город мальчиков — Джон Миен, Дор Шэри (по рассказу Дора Шэри и Элинор Гриффин)
  - С собой не унесёшь — Роберт Рискин (по одноимённой пьесе Джорджа С. Кауфмана и Мосса Харта)
  - Цитадель — Иэн Дэлримпл, Фрэнк Уид, Элизабет Хилл (по одноимённому роману Арчибальда Джозефа Кронина)
  - Четыре дочери — Ленор Коффи, Джулиус Джей Эпстейн (по роману Фанни Хёрст «Sister Act»)

1940
- Победитель — Унесённые ветром — Сидни Ховард (по одноимённому роману Маргарет Митчелл)
- Номинанты:
  - Грозовой перевал — Чарльз МакАртур, Бен Хект (по одноимённому роману Эмили Бронте)
  - До свидания, мистер Чипс — Роберт Седрик Шеррифф, Клодин Уэст, Эрик Машвитц (по одноимённому роману Джеймса Хилтона)
  - Мистер Смит едет в Вашингтон — Сидни Бакмэн (по неопубликованному рассказу Льюиса Р. Фостера)
  - Ниночка — Чарльз Брэккетт, Билли Уайлдер, Вальтер Райш (по одноимённому рассказу Мельхиора Ленгайела)

## 1941—1950
1941
- Победитель — Филадельфийская история — Дональд Огден Стюарт (по одноимённой пьесе Филиппа Бэрри)
- Номинанты:
  - Гроздья гнева — Наннэлли Джонсон (по одноимённому роману Джона Стейнбека)
  - Долгий путь домой — Дадли Николс (по пьесам Юджина О’Нила «The Moon of the Caribees», «In The Zone», «Bound East for Cardiff» и «The Long Voyage Home»)
  - Китти Фойл — Дональд Огден Стюарт, Далтон Трамбо (по одноимённому роману Кристофера Морли)
  - Ребекка — Роберт Шервуд, Джоан Харрисон (по одноимённому роману Дафны Дю Морье)

1942
- Победитель — А вот и мистер Джордан — Сидни Бакмэн, Сетон Миллер (по пьесе Гарри Сигалла «Heaven Can Wait»)
- Номинанты:
  - Задержите рассвет — Чарльз Брэккетт, Билли Уайлдер (по одноимённому роману Кетти Фрингс)
  - Как зелена была моя долина — Филип Данн (по одноимённому роману Ричарда Луэллина)
  - Маленькие лисички — Лиллиан Хеллман (по одноимённой пьесе автора)
  - Мальтийский сокол — Джон Хьюстон (по одноимённому роману Дэшилла Хэмметта)

1943
- Победитель — Миссис Минивер — Джордж Фрёшел, Джеймс Хилтон, Клодин Уэст, Артур Уимперис (по одноимённой книге Джен Стратер)
- Номинанты:
  - 49-я параллель — Родни Экланд, Эмерик Прессбургер (на основе оригинальной истории Эмерика Прессбургера)
  - Весь город говорит — Сидни Бакмэн, Дэйл Ван Эвери, Ирвин Шоу (на основе оригинальной истории Сидни Хармона)
  - Гордость янки — Херман Дж. Манкевич, Джо Сьюэрлинг (на основе оригинальной истории Пола Гэллико)
  - Случайная жатва — Джордж Фрёшел, Клодин Уэст, Артур Уимперис (по роману Джеймса Хилтона «Random Harvest»)

1944
- Победитель — Касабланка — Филип Эпстейн, Джулиус Джей Эпстейн, Говард Кох (по пьесе Мюррэя Бёрнетта и Джоан Элисон «Everybody Comes to Rick’s»)
- Номинанты:
  - Дозор на Рейне — Дэшилл Хэмметт (по одноимённой пьесе Лиллиан Хеллман)
  - Песня Бернадетт — Джордж Ситон (по одноимённому роману Франца Верфеля)
  - Священные узы брака — Наннэлли Джонсон (по роману Арнольда Беннетта «Buried Alive»)
  - Чем больше, тем веселее — Ричард Флурной, Льюис Р. Фостер, Фрэнк Росс, Роберт Расселл (на основе оригинальной истории Фрэнка Росса и Роберта Расселла)

1945
- Победитель — Идти своим путём — Фрэнк Батлер, Фрэнк Кэветт (на основе оригинальной истории Лео МакКэри)
- Номинанты:
  - Встреть меня в Сент-Луисе — Ирвинг Бречер, Фред Финклхофф (по сборнику рассказов Салли Бенсон)
  - Газовый свет — Джон Ван Друтен, Уолтер Райш, Джон Л. Балдерстон (по пьесе Патрика Гамильтона «Angel Street»)
  - Двойная страховка — Билли Уайлдер, Рэймонд Чандлер (по одноимённому роману Джеймса Кейна)
  - Лора — Джей Дрэтлер, Сэмюэл Хоффенштайн, Бетти Райнхардт (по одноимённому роману Веры Каспари)

1946
- Победитель — Потерянный уикэнд — Чарльз Брэккетт, Билли Уайлдер (по одноимённому роману Чарльза Джексона)
- Номинанты:
  - Дерево растёт в Бруклине — Фрэнк Дэвис, Тэсс Слесинджер (по одноимённому роману Бетти Смит)
  - Гордость моряков — Альберт Мальц (по книге Роджера Баттерфилда)
  - История рядового Джо — Леопольд Этлас, Гай Эндор, Филип Стивенсон (по книгам Эрни Пайла «Brave Men» и «Here Is Your War»)
  - Милдред Пирс — Раналд МакДугалл (по одноимённому роману Джеймса Кейна)

1947
- Победитель — Лучшие годы нашей жизни — Роберт Шервуд (по роману МакКинли Кантора «Glory for Me»)
- Номинанты:
  - Анна и король Сиама — Салли Бенсон, Тэлбот Дженнингс (по одноимённому роману Маргарет Лэндон)
  - Короткая встреча — Дэвид Лин, Рональд Ним, Энтони Хэвлок-Аллан (по пьесе Ноэла Кауарда «Still Life»)
  - Рим, открытый город — Серджо Амидеи, Федерико Феллини (на основе оригинальной истории Серджо Амидеи и Альберто Консильо)
  - Убийцы — Энтони Вейллер (по одноимённому рассказу Эрнеста Хэмингуэя)

1948
- Победитель — Чудо на 34-й улице — Джордж Ситон (на основе оригинальной истории Валентина Дэвиса)
- Номинанты:
  - Большие надежды — Дэвид Лин, Рональд Ним, Энтони Хэвлок-Аллан (по одноимённому роману Чарльза Диккенса)
  - Бумеранг! — Ричард Мёрфи (на основе статьи Фултона Аурслера)
  - Джентльменское соглашение — Мосс Харт (по одноимённому роману Лоры Хобсон)
  - Перекрёстный огонь — Джон Пэкстон (по роману Ричарда Брукса «The Brick Foxhole»)

1949
- Победитель — Сокровища Сьерра-Мадре — Джон Хьюстон (по одноимённому роману Б. Травена)
- Номинанты:
  - Джонни Белинда — Ирмгард фон Кубе, Аллен Винсент (по одноимённой пьесе Элмера Блэйни Харриса)
  - Зарубежный роман — Чарльз Брэккетт, Билли Уайлдер, Ричард Л. Брин (на основе истории Дэвида Шоу, адаптированной Робертом Харари)
  - Змеиная яма — Фрэнк Партос, Миллен Бренд (по одноимённому роману Мэри Джейн Уорд)
  - Поиск — Ричард Швайцер, Дэвид Векслер (на основе оригинальной истории авторов)

1950
- Победитель — Письмо трём жёнам — Джозеф Л. Манкевич, Вера Каспари (по роману Джона Клемпнера «Letter to Five Wives»)
- Номинанты:
  - Вся королевская рать — Роберт Россен (по одноимённому роману Роберта Пенна Уоррена)
  - Поверженный идол — Грэм Грин (по рассказу автора «The Basement Room»)
  - Похитители велосипедов — Чезаре Дзаваттини (по одноимённому роману Луиджи Бартолини)
  - Чемпион — Карл Форман (по одноимённому рассказу Ринга Ларднера)

## 1951—1960
1951
- Победитель — Всё о Еве — Джозеф Л. Манкевич (по рассказу Мэри Орр «The Wisdom of Eve»)
- Номинанты:
  - Асфальтовые джунгли — Бен Мэддоу, Джон Хьюстон (по одноимённому роману У. Р. Бёрнетта)
  - Отец невесты — Фрэнсис Гудрич, Альберт Хэккетт (по одноимённому роману Эдварда Стритера)
  - Рождённая вчера — Альберт Маннхаймер (по одноимённой пьесе Гарсона Канина)
  - Сломанная стрела — Альберт Мальц (по роману Эллиотта Арнольда «Blood Brother»)

1952
- Победитель — Место под солнцем — Гарри Браун, Майкл Уилсон (по роману Теодора Драйзера «Американская трагедия» и пьесе Патрика Кирни «An American Tragedy»)
- Номинанты:
  - Африканская Королева — Джеймс Эйджи, Джон Хьюстон, Джон Кольер, Питер Фиэртель (по одноимённому роману Сесила Скотта Форестера)
  - Детективная история — Роберт Уайлер, Филип Йордан (по одноимённой пьесе Сидни Кингсли)
  - Карусель — Жак Натансон[фр.], Макс Офюльс (по пьесе Артура Шницлера «Reigen»)
  - Трамвай «Желание» — Теннесси Уильямс (по одноимённой пьесе автора)

1953
- Победитель — Злые и красивые — Чарльз Шни (по рассказу Чарльза Брэдшоу «Tribute to a Badman»)
- Номинанты:
  - Пять пальцев — Майкл Уилсон (по книге Л. К. Мойзича «Operation Cicero»)
  - Ровно в полдень — Карл Форман (по рассказу Джона Каннингема «The Tin Star»)
  - Тихий человек — Фрэнк С. Наджент (по рассказу Мориса Уолша «Green Rushes»)
  - Человек в белом костюме — Джон Дайтон, Роджер МакДугалл, Александр Маккендрик (по одноимённой пьесе Роджера МакДугала)

1954
- Победитель — Отныне и во веки веков — Дэниэл Тарадаш (по одноимённому роману Джеймса Джонса)
- Номинанты:
  - Жестокое море — Эрик Эмблер (по одноимённому роману Николаса Монсаррата)
  - Лили — Хелен Дойч (по рассказу Пола Гэллико «Love of Seven Dolls»)
  - Римские каникулы — Иэн МакЛиллан Хантер, Джон Дайтон (на основе оригинальной истории Далтона Трамбо)
  - Шейн — Альфред Бертрам Гатри-младший (по одноимённому роману Джека Шеффера)

1955
- Победитель — Деревенская девушка — Джордж Ситон (по одноимённой пьесе Клиффорда Одетса)
- Номинанты:
  - Бунт на «Кейне» — Стэнли Робертс (по одноимённому роману Германа Воука)
  - Окно во двор — Джон Майкл Хэйс (по рассказу Корнелла Вулрича «It Had to Be Murder»)
  - Сабрина — Билли Уайлдер, Сэмюэл Тейлор, Эрнест Леман (по пьесе Сэмюэла Тейлора «Sabrina Fair»)
  - Семь невест для семерых братьев — Альберт Хэккетт, Фрэнсис Гудрич, Дороти Кингсли (по рассказу Стивена Винсента Бене «The Sobbin' Women»)

1956
- Победитель — Марти — Пэдди Чаефски (на основе сценария одноимённой телепьесы автора)
- Номинанты:
  - К востоку от рая — Пол Осборн (по одноимённому роману Джона Стейнбека)
  - Люби меня или покинь меня — Дэниэл Фукс, Айсобел Леннарт (на основе оригинальной истории Дэниэла Фукса)
  - Плохой день в Блэк Роке — Миллард Кауфман, Дон МагГуайр (по рассказу Говарда Бреслина «Bad Day at Hondo»)
  - Школьные джунгли — Ричард Брукс (по одноимённому роману Эвана Хантера)

К 1956 году номинация была переименована. Её новое название — «Адаптированный сценарий».
1957
- Победитель — Вокруг света за 80 дней — Джон Фэрроу, С. Джей Перелман, Джеймс По (по одноимённому роману Жюля Верна)
- Номинанты:
  - Гигант — Фред Гиол, Айвэн Моффат (по одноимённому роману Эдны Фербер)
  - Дружеское увещевание — Майкл Уилсон (по роману Джессамин Уэст «Friendly Persuasion»)
  - Жажда жизни — Норман Корвин (по одноимённому роману Ирвинга Стоуна)
  - Куколка — Теннесси Уильямс (по пьесам автора «Двадцать семь вагонов с хлопком» и «Несъедобный ужин»)

1958
- Победитель — Мост через реку Квай — Карл Форман, Майкл Уилсон (по одноимённому роману Пьера Буля)
- Номинанты:
  - 12 разгневанных мужчин — Реджинальд Роуз (по одноимённой телепьесе автора)
  - Бог знает, мистер Аллисон — Джон Хьюстон, Джон Ли Мэин (по одноимённому роману Чарльза Шоу)
  - Пейтон плэйс — Джон Майкл Хэйс (по одноимённому роману Грэйс Металиус)
  - Сайонара — Пол Осборн (по одноимённому роману Джеймса Миченера)

1959
- Победитель — Жижи — Алан Джей Лернер (по одноимённому роману Колетт)
- Номинанты:
  - За отдельными столиками — Джон Гэй, Теренс Реттиген (на основе двух пьес Теренса Реттигена)
  - Кошка на раскалённой крыше — Ричард Брукс, Джеймс По (по одноимённой пьесе Теннесси Уильямса)
  - Устами художника — Алек Гиннесс (по роману Джойс Кэри «Из первых рук»)
  - Я хочу жить! — Нелсон Гиддинг, Дон М. Манкевич (по письмам Барбары Грэм и статье Эда Монтгомери)

1960
- Победитель — Путь наверх — Нил Патерсон (по одноимённому роману Джона Брэйна)
- Номинанты:
  - Анатомия убийства — Венделл Мэйес (по одноимённому роману Роберта Трэвера)
  - Бен-Гур — Карл Тунберг, Максвелл Андерсон, Гор Видал, Кристофер Фрай (по роману Лью Уолласа «Бен-Гур: история Христа»)
  - В джазе только девушки — Билли Уайлдер, И. А. Л. Даймонд (на основе оригинальной истории Роберта Торена и Майкла Логана)
  - История монахини — Роберт Андерсон (по одноимённому роману Кэтрин Халм)

## 1961—1970
1961
- Победитель — Элмер Гантри — Ричард Брукс (по одноимённому роману Синклера Льюиса)
- Номинанты:
  - Бродяги — Айсобел Леннарт (по одноимённому роману Джона Клири)
  - Мотивы славы — Джеймс Кеннэуэй (по одноимённому роману автора)
  - Пожнёшь бурю — Недрик Янг, Гарольд Джейкоб Смит (по одноимённой пьесе Джерома Лоуренса и Роберта Эдвина Ли)
  - Сыновья и любовники — Гэвин Ламберт, Т. Е. Б. Кларк (по одноимённому роману Дэвида Герберта Лоуренса)

1962
- Победитель — Нюрнбергский процесс — Эбби Манн (на основе сценария автора для одноимённой телепостановки)
- Номинанты:
  - Вестсайдская история — Эрнест Леман, Джером Роббинс (на основе сценария Артура Лорентса для одноимённого мюзикла)
  - Завтрак у Тиффани — Джордж Акселрод (по одноимённому роману Трумена Капоте)
  - Мошенник — Сидни Кэрролл, Роберт Россен (по одноимённому роману Уолтера Тевиса)
  - Пушки острова Навароне — Карл Форман (по одноимённому роману Алистера Маклина)

1963
- Победитель — Убить пересмешника — Хортон Фут (по одноимённому роману Харпер Ли)
- Номинанты:
  - Дэвид и Лиза — Элеанор Перри (по одноимённому роману Теодора Айзека Рубина)
  - Лолита — Владимир Набоков (по одноимённому роману автора)
  - Лоуренс Аравийский — Роберт Болт, Майкл Уилсон (на основе автобиографии Томаса Лоуренса «Семь столпов мудрости»)
  - Сотворившая чудо — Уильям Гибсон (по одноимённой пьесе автора)

1964
- Победитель — Том Джонс — Джон Осборн (по роману Генри Филдинга «История Тома Джонса, найдёныша»)
- Номинанты:
  - Воскресенья в Виль-д’Эвре — Серж Бургиньон, Бернар Эшассерьо, Антуан Тюдал (по одноимённому роману Бернара Эшассерьо)
  - Капитан Ньюмэн, доктор медицины — Ричард Л. Брин, Генри Эфрон, Фиби Эфрон (по одноимённому роману Лео Ростена)
  - Полевые лилии — Джеймс По (по одноимённому роману Уильяма Барретта)
  - Хад — Ирвинг Рэветч, Гарриет Фрэнк (по роману Ларри МакМёртри «Horseman, Pass By»)

1965
- Победитель — Бекет — Эдвард Энхалт (по пьесе Жана Ануя «Бекет, или Честь Божья»)
- Номинанты:
  - Грек Зорба — Михалис Какояннис (по одноимённому роману Никоса Казандзакиса)
  - Доктор Стрейнджлав, или Как я перестал бояться и полюбил бомбу — Стэнли Кубрик, Терри Саузерн, Питер Джордж (по роману Питера Джорджа «Red Alert»)
  - Моя прекрасная леди — Алан Джей Лернер (на основе сценария музыкальной пьесы автора и по пьесе Джорджа Бернарда Шоу «Пигмалион»)
  - Мэри Поппинс — Билл Уолш, Дон ДаГради (на основе серии книг о Мэри Поппинс Памелы Линдон Трэверс)

1966
- Победитель — Доктор Живаго — Роберт Болт (по одноимённому роману Бориса Пастернака)
- Номинанты:
  - Коллекционер — Стэнли Манн, Джон Кон (по одноимённому роману Джона Фаулза)
  - Корабль дураков — Эбби Манн (по одноимённому роману Кэтерин Энн Портер)
  - Кэт Баллу — Уолтер Ньюман, Фрэнк Пирсон (по роману Роя Чанслора «The Ballad of Cat Ballou»)
  - Тысяча клоунов — Эрб Гарднер (по одноимённой пьесе автора)

1967
- Победитель — Человек на все времена — Роберт Болт (по одноимённой пьесе автора)
- Номинанты:
  - Алфи — Билл Нафтон (по одноимённой пьесе автора)
  - Кто боится Вирджинии Вулф? — Эрнест Леман (по одноимённой пьесе Эдварда Олби)
  - Профессионалы — Ричард Брукс (по роману Фрэнка О’Рурка «A Mule for the Marquesa»)
  - Русские идут! Русские идут! — Уильям Роуз (по роману Натаниэля Бенчли «Off-Islanders»)

1968
- Победитель — Душной южной ночью — Стирлинг Силлифант (по одноимённому роману Джона Болла)
- Номинанты:
  - Выпускник — Колдер Уиллингэм, Бак Генри (по одноимённому роману Чарльза Уэбба)
  - Улисс — Фред Хэйнс, Джозеф Стрик (по одноимённому роману Джеймса Джойса)
  - Хладнокровное убийство — Ричард Брукс (по одноимённому роману Трумена Капоте)
  - Хладнокровный Люк — Донн Пирс, Фрэнк Пирсон (по одноимённому роману Донна Пирса)

1969
- Победитель — Лев зимой — Джеймс Голдмен (по одноимённой пьесе автора)
- Номинанты:
  - Оливер! — Вернон Харрис (по одноимённому мюзиклу Лайонела Барта и по роману Чарльза Диккенса «Приключения Оливера Твиста»)
  - Ребёнок Розмари — Роман Полански (по одноимённому роману Айры Левина)
  - Рэйчел, Рэйчел — Стюарт Штерн (по роману Маргарет Лоренс «A Jest of God»)
  - Странная парочка — Нил Саймон (по одноимённой пьесе автора)

1970
- Победитель — Полуночный ковбой — Уолдо Солт (по одноимённому роману Джеймса Лео Херлихая)
- Номинанты:
  - Тысяча дней Анны — Джон Хэйл, Бриджет Боланд, Ричард Соколов (по одноимённой пьесе Максвелла Андерсона)
  - Дзета — Хорхе Семпрун, Константин Коста-Гаврас (по одноимённому роману Василиса Василикоса)
  - Загнанных лошадей пристреливают, не правда ли? — Джеймс По, Роберт Томпсон (по одноимённому роману Хораса МакКоя)
  - Прощай, Колумб — Арнольд Шульман (по одноимённому роману Филипа Рота)

## 1971—1980
1971
- Победитель — Военно-полевой госпиталь — Ринг Ларднер мл. (по роману Ричарда Хукера «MASH: A Novel About Three Army Doctors»)
- Номинанты:
  - Аэропорт — Джордж Ситон (по одноимённому роману Артура Хейли)
  - Влюблённые женщины — Ларри Крамер (по одноимённому роману Дэвида Герберта Лоуренса)
  - Любовники и другие незнакомцы — Джозеф Болонья, Дэвид Зелаг Гудман, Рене Тейлор (по одноимённой пьесе Рене Тейлор и Джозефа Болоньи)
  - Я никогда не пел отцу — Роберт Андерсон (по одноимённой пьесе автора)

1972
- Победитель — Французский связной — Эрнест Тайдимэн (по роману Робина Мура «The French Connection: A True Account of Cops, Narcotics, and International Conspiracy»)
- Номинанты:
  - Заводной апельсин — Стэнли Кубрик (по одноимённому роману Энтони Бёрджесса)
  - Конформист — Бернардо Бертолуччи (по одноимённому роману Альберто Моравиа)
  - Последний киносеанс — Ларри МакМёртри, Питер Богданович (по одноимённому роману Ларри МакМёртри)
  - Сад Финци-Контини — Уго Пирро, Витторио Боничелли (по одноимённому роману Джорджо Бассани)

1973
- Победитель — Крёстный отец — Фрэнсис Форд Коппола, Марио Пьюзо (по одноимённому роману Марио Пьюзо)
- Номинанты:
  - Кабаре — Джей Прессон Аллен (на основе одноимённого бродвейского мюзикла, пьесы Джона Ван Друтена «I Am a Camera» и романа Кристофера Ишервуда «Прощай, Берлин»)
  - Пит и Тилли — Джулиус Джей Эпстейн (по рассказу Питера де Фриза «Witch’s Milk»)
  - Саундер — Лонн Элдер III (по одноимённому роману Уильяма Армстронга)
  - Эмигранты — Бенгт Форслунд, Ян Труэль (по романам Вильхельма Муберга «The Emigrants» и «Unto a Good Land»)

1974
- Победитель — Изгоняющий дьявола — Уильям Блэтти (по одноимённому роману автора)
- Номинанты:
  - Бумажная луна — Элвин Сарджент (по роману Джо Дэвида Брауна «Addie Pray»)
  - Бумажная погоня — Джеймс Бриджес (по одноимённому роману Джона Джея Осборна мл.)
  - Последний наряд — Роберт Таун (по одноимённому роману Дэрила Пониксана)
  - Серпико — Уолдо Солт, Норман Уэкслер (по одноимённой биографии Питера Мааса)

1975
- Победитель — Крёстный отец 2 — Фрэнсис Форд Коппола, Марио Пьюзо (по одноимённому роману Марио Пьюзо)
- Номинанты:
  - Ленни — Джулиэн Бэрри (по одноимённой пьесе автора)
  - Молодой Франкенштейн — Мел Брукс, Джин Уайлдер (по роману Мэри Шелли «Франкенштейн, или Современный Прометей»)
  - Убийство в «Восточном экспрессе» — Пол Ден (по одноимённому роману Агаты Кристи)
  - Ученичество Дадди Кравица — Лайонел Четвинд, Мордехай Рихлер (по одноимённому роману Мордехая Рихлера)

1976
- Победитель — Пролетая над гнездом кукушки — Бо Голдман, Лоуренс Хобен (по одноимённому роману Кена Кизи)
- Номинанты:
  - Барри Линдон — Стэнли Кубрик (по роману Уильяма Мейкписа Теккерея «Записки Барри Линдона, эсквайра, писанные им самим»)
  - Запах женщины — Руджеро Маккари, Дино Ризи (по роману Джованни Арпино «Il buio e il miele»)
  - Солнечные мальчики — Нил Саймон (по одноимённой пьесе автора)
  - Человек, который хотел стать королём — Джон Хьюстон, Глэдис Хилл (по одноимённому рассказу Редьярда Киплинга)

1977
- Победитель — Вся президентская рать — Уильям Голдман (по книге Боба Вудворда и Карла Бернштайна)
- Номинанты:
  - Казанова Федерико Феллини — Федерико Феллини, Бернардино Дзаппони (по автобиографии Джакомо Казановы «История моей жизни»)
  - На пути к славе — Роберт Гетчелл (по автобиографии Вуди Гатри «Поезд мчится к славе»)
  - Путешествие проклятых — Дэвид Батлер, Стив Шэган (по одноимённой книге Гордона Томаса и Макса Моргана Уиттса)
  - Семипроцентный раствор — Николас Мейер (по одноимённому роману автора)

1978
- Победитель — Джулия — Элвин Сарджент (по роману Лиллиан Хеллман «Pentimento»)
- Номинанты:
  - О, Боже — Ларри Гелбарт (по одноимённому роману Эвери Кормана)
  - Эквус — Питер Шэффер (по одноимённой пьесе автора)
  - Этот смутный объект желания — Луис Бунюэль, Жан-Клод Каррьер (по роману Пьера Луиса «La femme et le pantin»)
  - Я никогда не обещала вам розового сада — Гэвин Лэмберт, Льюис Джон Карлино (по одноимённому роману Ханны Грин)

1979
- Победитель — Полуночный экспресс — Оливер Стоун (по одноимённой автобиографии Билли Хэйса)
- Номинанты:
  - Братья по крови — Уолтер Ньюман (по одноимённому роману Ричарда Прайса)
  - В это же время, в следующем году — Бернард Слэйд (по одноимённой пьесе автора)
  - Калифорнийский отель — Нил Саймон (по одноимённой пьесе автора)
  - Небеса могут подождать — Элейн Мэй, Уоррен Битти (по одноимённой пьесе Гарри Сигала)

1980
- Победитель — Крамер против Крамера — Роберт Бентон (по одноимённому роману Эвери Кормана)
- Номинанты:
  - Апокалипсис сегодня — Фрэнсис Форд Коппола, Джон Милиус, Майкл Герр (по роману Джозефа Конрада «Сердце тьмы»)
  - Клетка для чудиков — Марселло Данон, Жан Пуарэ, Франсис Вебер, Эдуар Молинаро (по одноимённой пьесе Жана Пуарэ)
  - Маленький роман — Алан Бёрнс, Джордж Рой Хилл (по роману Патрика Ковена «E=MC2 mon amour»)
  - Норма Рэй — Гарриет Фрэнк, Ирвинг Рэветч (по книге Хэнка Лайферманна «Crystal Lee, a Woman of Inheritance»)

## 1981—1990
1981
- Победитель — «Обыкновенные люди» — Элвин Сарджент (по одноимённому роману Джудит Гест)
- Номинанты:
  - Дочь шахтёра — Том Рикман (по автобиографии Лоретты Линн и Джорджа Векси)
  - Жестокий Морант — Джонатан Харди, Дэвид Стивенс, Брюс Бересфорд (по одноимённой пьесе Кеннета Росса)
  - Трюкач — Лоуренс Б. Маркус, Ричард Раш (по одноимённому роману Пола Бродера)
  - Человек-слон — Кристофер де Вур, Эрик Бергрен, Дэвид Линч (по книгам «The Elephant Man: A Study in Human Dignity» Эшли Монтегю и «The Elephant Man and other reminiscences» Фредерика Тривза)

1982
- Победитель — «На золотом озере» — Эрнест Томпсон (по одноимённой пьесе автора)
- Номинанты:
  - Гроши с неба — Дэннис Поттер (на основе сценария автора для одноимённого телесериала)
  - Женщина французского лейтенанта — Гарольд Пинтер (по одноимённому роману Джона Фаулза)
  - Принц города — Джей Прессон Аллен, Сидни Люмет (по одноимённому роману Роберта Дейли)
  - Рэгтайм — Майкл Уэллер (по одноимённому роману Эдгара Лоуренса Доктороу)

1983
- Победитель — «Пропавший без вести» — Константин Коста-Гаврас, Дональд Стюарт (по книге Томаса Хаузера)
- Номинанты:
  - Вердикт — Дэвид Мэмет (по одноимённому роману Бэрри Рида)
  - Виктор/Виктория — Блейк Эдвардс (на основе сценария Рейнольда Шюнцеля к фильму 1933 года «Виктор и Виктория»)
  - Выбор Софи — Алан Дж. Пакула (по одноимённому роману Уильяма Стайрона)
  - Лодка — Вольфганг Петерсен (по одноимённому роману Лотара-Гюнтера Буххайма)

1984
- Победитель — «Язык нежности» — Джеймс Л. Брукс (по одноимённому роману Ларри Макмертри)
- Номинанты:
  - Воспитание Риты — Уилли Расселл (по одноимённой пьесе автора)
  - Измена — Гарольд Пинтер (по одноимённой пьесе автора)
  - «Костюмер» — Рональд Харвуд (по одноимённой пьесе автора)
  - Рубен, Рубен — Джулиус Джей Эпстейн (по пьесе Германа Шумлина «Spoonford» и роману Питера де Фриза «Reuben, Reuben»)

1985
- Победитель — «Амадей» — Питер Шэффер (по одноимённой пьесе автора)
- Номинанты:
  - Грейстоук: Легенда о Тарзане, повелителе обезьян — Роберт Таун, Майкл Остин (по роману Эдгара Берроуза «Тарзан. Приёмыш обезьяны»)
  - История солдата — Чарльз Фуллер (по пьесе автора «A Soldier’s Play»)
  - Поездка в Индию — Дэвид Лин (по одноимённому роману Эдварда Моргана Форстера)
  - Поля смерти — Брюс Робинсон (по статье Сидни Шэнберга «The Death and Life of Dith Pran»)

1986
- Победитель — «Из Африки» — Курт Льюдтке (по автобиографии Карен Бликсен, книге Эррола Тржбински «Silence Will Speak» и книге Джудит Труман «Isak Dinesen: The Life of a Storyteller»)
- Номинанты:
  - Поездка в Баунтифул — Хортон Фут (по одноимённой телепьесе автора)
  - Поцелуй женщины-паука — Леонард Шрадер (по одноимённому роману Мануэля Пуига)
  - Цветы лиловые полей — Менно Мейес (по роману Элис Уокер «The Color Purple»)
  - Честь семьи Прицци — Ричард Кондон, Джанет Роуч (по одноимённому роману Ричарда Кондона)

1987
- Победитель — «Комната с видом» — Рут Правер Джабвала (по одноимённому роману Эдварда Моргана Форстера)
- Номинанты:
  - Дети меньшего бога — Хэспер Андерсон, Марк Медофф (по одноимённой пьесе Марка Медоффа)
  - Останься со мной — Рэйнолд Гидеон, Брюс Эванс (по повести Стивена Кинга «Тело»)
  - Преступления сердца — Бет Хенли (по одноимённой пьесе автора)
  - Цвет денег — Ричард Прайс (по одноимённому роману Уолтера Тэвиса)

1988
- Победитель — «Последний император» — Бернардо Бертолуччи, Марк Пеплоу (по автобиографии Пу И «From Emperor to Citizen: The Autobiography of Aisin-Gioro Pu Yi»)
- Номинанты:
  - Мёртвые — Тони Хьюстон (по одноимённой повести Джеймса Джойса из сборника «Дублинцы»)
  - Моя собачья жизнь — Брассе Бренстрём, Лассе Халльстрём, Рейдар Йонссон (по одноимённому роману Рейдара Йонссона)
  - Роковое влечение — Джеймс Дирден (по одноимённой пьесе автора)
  - Цельнометаллическая оболочка — Густав Хэсфорд, Майкл Герр, Стэнли Кубрик (по роману Густава Хэсфорда «Старики»)

1989
- Победитель — «Опасные связи» — Кристофер Хэмптон (по одноимённому роману Пьера Шодерло де Лакло)
- Номинанты:
  - Гориллы в тумане — Анна Гамильтон Фелан, Тэб Мёрфи (по статье Гарольда Т. П. Хэйеса)
  - Крошка Доррит — Кристин Эдзард (по одноимённому роману Чарльза Диккенса)
  - Невыносимая лёгкость бытия — Жан-Клод Каррьер, Филип Кауфман (по одноимённому роману Милана Кундеры)
  - Турист поневоле — Фрэнк Галати, Лоуренс Кэздан (по роману Энн Тайлер «The Accidental Tourist»)

1990
- Победитель — «Шофёр мисс Дэйзи» — Альфред Ури (по одноимённой пьесе автора)
- Номинанты:
  - Враги. История любви — Пол Мазурски, Роджер Л. Саймон (по одноимённому роману Исаака Башевиса Зингера)
  - Моя левая нога — Шейн Коннотон, Джим Шеридан (по одноимённой автобиографии Кристи Брауна)
  - Поле его мечты — Фил Олден Робинсон (по роману У. П. Кинселлы «Shoeless Joe»)
  - Рождённый четвёртого июля — Рон Ковик, Оливер Стоун (по одноимённой автобиографии Рона Ковика)

## 1991—2000
1991
- Победитель — Танцующий с волками — Майкл Блейк (по одноимённому роману автора)
- Номинанты:
  - Изнанка судьбы — Николас Казан (по роману Алана Дершовица «Reversal of Fortune: Inside the von Bülow Case»)
  - Кидалы — Дональд Э. Уэстлэйк (по одноимённому роману Джима Томпсона)
  - Пробуждение — Стивен Заиллян (по одноимённой книге Оливера Сакса)
  - Славные парни — Николас Пиледжи, Мартин Скорсезе (по книге Николаса Пиледжи «Wiseguy»)

С 1991 года номинация получила название «Сценарий, основанный на ранее выпущенных или опубликованных материалах».
1992
- Победитель — Молчание ягнят — Тед Тэлли (по одноимённому роману Томаса Харриса)
- Номинанты:
  - Джон Ф. Кеннеди. Выстрелы в Далласе — Оливер Стоун, Закари Склар (по романам Джима Маррса «Crossfire: The Plot That Killed Kennedy» и Джима Гаррисона «On the Trail of the Assassins»)
  - Европа, Европа — Агнешка Холланд (по автобиографии Соломона Переля «Ich war Hitlerjunge Salomon»)
  - Жареные зелёные помидоры — Фэнни Флэгг, Кэрол Собиски (по роману Фэнни Флэгг «Жареные зелёные помидоры в кафе "Полустанок"»)
  - Повелитель приливов — Пэт Конрой, Бекки Джонстон (по одноимённому роману Пэта Конроя)

1993
- Победитель — Говардс Энд — Рут Правер Джабвала (по одноимённому роману Эдварда Моргана Форстера)
- Номинанты:
  - Запах женщины — Бо Голдман (по роману Джованни Арпино «Il buio e il miele»)
  - Игрок — Майкл Толкин (по одноимённому роману автора)
  - Колдовской апрель — Питер Барнс (по одноимённому роману Элизабет фон Арним)
  - Там, где течёт река — Ричард Фриденберг (по одноимённому роману Нормана Маклина)

1994
- Победитель — Список Шиндлера — Стивен Заиллян (по роману Томаса Кенилли «Schindler’s Ark»)
- Номинанты:
  - Во имя отца — Терри Джордж, Джим Шеридан (по автобиографии Джерри Конлона «Proved Innocent»)
  - Остаток дня — Рут Правер Джабвала (по одноимённому роману Кадзуо Исигуро)
  - Страна теней — Уильям Николсон (по одноимённой пьесе автора)
  - Эпоха невинности — Джей Кокс, Мартин Скорсезе (по одноимённому роману Эдит Уортон)

1995
- Победитель — Форрест Гамп — Эрик Рот (по одноимённому роману Уинстона Грума)
- Номинанты:
  - Безумие короля Георга — Алан Беннетт (по одноимённой пьесе автора)
  - Без дураков — Роберт Бентон (по одноимённому роману Ричарда Руссо)
  - Побег из Шоушенка — Фрэнк Дарабонт (по повести Стивена Кинга «Рита Хейуорт и спасение из Шоушенка»)
  - Телевикторина — Пол Аттанасио (по одноимённому роману Ричарда Н. Гудвина)

1996
- Победитель — Разум и чувства — Эмма Томпсон (по одноимённому роману Джейн Остин)
- Номинанты:
  - Аполлон-13 — Уильям Бройлес-мл., Эл Рейнерт (по роману Джима Ловелла и Джеффри Клугера «Lost Moon»)
  - Бэйб: Четвероногий малыш — Джордж Миллер, Крис Нунан (по роману Дика Кинг-Смита «The Sheep-Pig»)
  - Покидая Лас-Вегас — Майк Фиггис (по одноимённому роману Джона О’Брайена)
  - Почтальон — Анна Павиньяно, Майкл Рэдфорд, Фурио Скарпелли, Джакомо Скарпелли, Массимо Троизи (по роману Антонио Скарметы «Ardiente Paciencia»)

1997
- Победитель — Отточенное лезвие — Билли Боб Торнтон (на основе оригинального сценария к короткометражному фильму автора «Some Folks Call it a Sling Blade»)
- Номинанты:
  - Английский пациент — Энтони Мингелла (по одноимённому роману Майкла Ондатже)
  - Гамлет — Кеннет Брана (по одноимённой пьесе Уильяма Шекспира)
  - На игле — Джон Ходж (по одноимённому роману Ирвина Уэлша)
  - Суровое испытание — Артур Миллер (по одноимённой пьесе автора)

1998
- Победитель — Секреты Лос-Анджелеса — Кёртис Хэнсон, Брайан Хелгеленд (по одноимённому роману Джеймса Эллроя)
- Номинанты:
  - Донни Браско — Пол Аттанасио (по роману Джозефа Пистоне «Donnie Brasco: My Undercover Life in the Mafia»)
  - Крылья голубки — Хуссейн Амини (по одноимённому роману Генри Джеймса)
  - Плутовство — Хилари Хенкин, Дэвид Мэмет (по роману Ларри Байнхарта «American Hero»)
  - Славное будущее — Атом Эгоян (по роману Рассела Бэнкса «The Sweet Hereafter»)

1999
- Победитель — Боги и монстры — Билл Кондон (по роману Кристофера Брэма «Father of Frankenstein»)
- Номинанты:
  - Вне поля зрения — Скотт Фрэнк (по одноимённому роману Элмора Леонарда)
  - Основные цвета — Элейн Мэй (по одноимённому роману Джо Клайна)
  - Простой план — Скотт Смит (по одноимённому роману автора)
  - Тонкая красная линия — Терренс Малик (по одноимённому роману Джеймса Джонса)

2000
- Победитель — Правила виноделов — Джон Ирвинг (по одноимённому роману автора)
- Номинанты:
  - Выскочка — Александр Пэйн, Джим Тейлор (по роману Тома Перротты «Election»)
  - Зелёная миля — Фрэнк Дарабонт (по одноимённому роману Стивена Кинга)
  - Свой человек — Эрик Рот, Майкл Манн (по статье Мари Бреннер «The Man Who Knew Too Much» для журнала Vanity Fair)
  - Талантливый мистер Рипли — Энтони Мингелла (по одноимённому роману Патриции Хайсмит)

## 2001—2010
2001
- Победитель — Траффик — Стивен Гаан (по мотивам британского телесериала «Путь героина»)
- Номинанты:
  - Вундеркинды — Стив Кловис (по одноимённому роману Майкла Шейбона)
  - Крадущийся тигр, затаившийся дракон — Цай Гожун, Ван Хуилин, Джеймс Шэмус, Ван Дулу (по одноимённому роману Ван Дулу)
  - О, где же ты, брат? — Джоэл Коэн, Итан Коэн (по классической поэме Гомера «Одиссея»)
  - Шоколад — Роберт Нелсон Джейкобс (по одноимённому роману Джоанн Харрис)

2002
- Победитель — Игры разума — Акива Голдсман (по биографическому роману Сильвии Назар «A Beautiful Mind»)
- Номинанты:
  - В спальне — Тодд Филд, Роберт Фестингер (по рассказу Андре Дюбуса «Killings»)
  - Властелин колец: Братство кольца — Фрэн Уолш, Филиппа Бойенс, Питер Джексон (по роману Джона Рональда Руэла Толкина «Властелин колец»)
  - Мир призраков — Дэниэл Клоуз, Терри Цвигофф (по одноимённому графическому роману Дэниэла Клоуза)
  - Шрек — Тед Эллиотт, Терри Россио, Джо Стиллман, Роджер С. Х. Шулман (по детской книге Уильяма Стейга «Шрек!»)

2003
- Победитель — Пианист — Рональд Харвуд (по одноимённой автобиографии Владислава Шпильмана)
- Номинанты:
  - Адаптация — Чарли Кауфман, Дональд Кауфман (по книге Сьюзан Орлеан «The Orchid Thief»)
  - Мой мальчик — Питер Хеджес, Крис Вайц, Пол Вайц (по роману Ника Хорнби «About a Boy»)
  - Часы — Дэвид Хэйр (по одноимённому роману Майкла Каннингема)
  - Чикаго — Билл Кондон (по одноимённой пьесе Морин Даллас Уоткинс и одноимённому мюзиклу)

2004
- Победитель — Властелин колец: Возвращение короля — Фрэн Уолш, Филиппа Бойенс, Питер Джексон (по роману Джона Рональда Руэла Толкина «Властелин колец»)
- Номинанты:
  - Американское великолепие — Шери Спингер Берман, Роберт Пулчини (по серии книг Харви Пикара «American Splendor» и «Our Cancer Year» Харви Пикара и Джойс Брабнер)
  - Город Бога — Браулио Мантовани (по одноимённому роману Пауло Линса)
  - Таинственная река — Брайан Хелгеленд (по одноимённому роману Денниса Лихейна)
  - Фаворит — Гэри Росс (по книге Лоры Хилленбранд «Seabiscuit: An American Legend»)

2005
- Победитель — На обочине — Александр Пэйн, Джим Тейлор (по одноимённому роману Рекса Пиккетта)
- Номинанты:
  - Волшебная страна — Дэвид Мэги (по пьесе Аллана Ни «The Man Who Was Peter Pan»)
  - Малышка на миллион — Пол Хаггис (по сборнику рассказов Ф. Экс. Тула «Rope Burns: Stories from the Corner»)
  - Перед закатом — Ричард Линклейтер, Ким Кризан, Итан Хоук, Жюли Дельпи (на основе оригинального сценария Ричарда Линклейтера и Ким Кризан к фильму «Перед рассветом»)
  - Дневники мотоциклиста — Хосе Ривера (по книге Альберто Гранадо «Con el Che por America Latina» и дневниковым записям Эрнесто Че Гевары)

2006
- Победитель — Горбатая гора — Дайана Оссана, Ларри МакМёртри (по одноимённому рассказу Энни Пру)
- Номинанты:
  - Капоте — Дэн Фаттерман (по одноимённому биографическому роману Джералда Кларка)
  - Мюнхен — Тони Кушнер, Эрик Рот (по книге Джорджа Джонаса «Vengeance: The True Story of an Israeli Counter-Terrorist Team»)
  - Оправданная жестокость — Джош Олсон (по одноимённому графическому роману Джона Вагнера и Винса Локка)
  - Преданный садовник — Джеффри Кейн (по одноимённому роману Джона Ле Карре)

2007
- Победитель — Отступники — Уильям Монахан (на основе оригинального сценария Феликса Чонга и Алана Мака к фильму «Двойная рокировка»)
- Номинанты:
  - Борат — Саша Барон Коэн, Питер Бейнхэм, Энтони Хайнс, Дэн Мазер, Тодд Филлипс (на основе телепередачи «Шоу Али Джи»)
  - Дитя человеческое — Альфонсо Куарон, Тимоти Дж. Секстон, Дэвид Арата, Марк Фергус, Хоук Остби (по одноимённому роману Филлис Дороти Джеймс)
  - Как малые дети — Тодд Филд, Том Перротта (по одноимённому роману Тома Перротты)
  - Скандальный дневник — Патрик Марбер (по одноимённому роману Зои Хеллер)

2008
- Победитель — Старикам тут не место — Джоэл Коэн, Итан Коэн (по одноимённому роману Кормака Маккарти)
- Номинанты:
  - Вдали от неё — Сара Полли (по рассказу Элис Манро «The Bear Went Over the Mountain»)
  - Искупление — Кристофер Хэмптон (по одноимённому роману Иэна Макьюэна)
  - Нефть — Пол Томас Андерсон (по роману Эптона Синклера «Нефть!»)
  - Скафандр и бабочка — Рональд Харвуд (по одноимённой автобиографии Жана-Доминика Боби)

2009
- Победитель — Миллионер из трущоб — Саймон Бофой (по роману Викаса Сварупа «Вопрос — Ответ»)
- Номинанты:
  - Загадочная история Бенджамина Баттона — Эрик Рот, Робин Свайкорд (по одноимённому рассказу Фрэнсиса Скотта Фицджеральда)
  - Сомнение — Джон Патрик Шэнли (по пьесе автора «Doubt: A Parable»)
  - Фрост против Никсона — Питер Морган (по одноимённой пьесе автора)
  - Чтец — Дэвид Хэйр (по одноимённому роману Бернхарда Шлинка)

2010
- Победитель — Сокровище — Джеффри Флетчер (по роману Сапфир «Push»)
- Номинанты:
  - Воспитание чувств — Ник Хорнби (по автобиографии Линн Барбер «An Education (a memoir)»)
  - В петле — Джесси Армстронг, Саймон Блэкуэлл, Тони Рош, Армандо Ианнуччи (по мотивам телесериала «Гуща событий»)
  - Мне бы в небо — Джейсон Райтман, Шелдон Тёрнер (по одноимённому роману Уолтера Керна)
  - Район № 9 — Нил Бломкамп, Терри Татчелл (на основе короткометражного фильма Нила Бломкампа «Выжить в Йобурге»)

## 2011—2020
2011
- Победитель — Социальная сеть — Аарон Соркин (по книге Бена Мезрича «Миллиардеры поневоле: альтернативная история создания Facebook»)
- Номинанты:
  - 127 часов — Саймон Бофой, Дэнни Бойл (по автобиографии Арона Ралстона «Between a Rock and a Hard Place»)
  - Железная хватка — Джоэл Коэн, Итан Коэн (по роману Чарльза Портиса «True Grit»)
  - Зимняя кость — Дебра Граник, Энн Роселлини (по одноимённому роману Дэниэла Вудрелла)
  - История игрушек. Большой побег — Майкл Арндт (на основе оригинальной истории Джона Лассетера, Эндрю Стэнтона и Ли Анкрича)

2012
- Победитель — Потомки — Александр Пэйн, Нат Факсон, Джим Раш (по одноимённому роману Кауи Харт Хеммингс)
- Номинанты:
  - Мартовские иды — Джордж Клуни, Грант Хеслов, Бо Уиллимон (по пьесе Бо Уиллимона «Фаррагут-Норт»)
  - Хранитель времени — Джон Логан (по роману Брайана Селзника «Изобретение Хьюго Кабре»)
  - Человек, который изменил всё — Стивен Заиллян, Аарон Соркин, Стэн Червин (по роману Майкла Льюиса «Маниболл»)
  - Шпион, выйди вон! — Бриджет О’Коннор, Питер Строхан (по одноимённому роману Джона Ле Карре)

2013
- Победитель — Операция «Арго» — Крис Террио (по книге Тони Мендеса «The Master of Disguise» и книге Джошуа Бирмана «The Great Escape»)
- Номинанты:
  - Жизнь Пи — Дэвид Мэги (по одноимённому роману Янна Мартела)
  - Звери дикого Юга — Люси Алибар и Бен Зайтлин (по пьесе Люси Алибар «Juicy and Delicious»)
  - Линкольн — Тони Кушнер (по книге Дорис Кернс Гудвин «Team of Rivals: The Political Genius of Abraham Lincoln»)
  - Мой парень — псих — Дэвид О. Расселл (по роману Мэттью Квика «Серебристый луч надежды»)

2014
- Победитель — 12 лет рабства — Джон Ридли (по одноимённым мемуарам Соломона Нортапа)
- Номинанты:
  - Волк с Уолл-стрит — Теренс Уинтер (по одноимённой автобиографии Джордана Белфорта)
  - Капитан Филлипс — Билли Рэй (по книге Ричарда Филлипса и Стефана Талти «A Captain’s Duty»)
  - Перед полуночью — Ричард Линклейтер, Жюли Дельпи и Итан Хоук (на основе оригинального сценария Ричарда Линклейтера и Ким Кризан к фильму «Перед рассветом»)
  - Филомена — Стив Куган и Джефф Поуп (по книге Мартина Сиксмита «The Lost Child of Philomena Lee»)

2015
- Победитель — Игра в имитацию — Грэм Мур (по книге Эндрю Ходжеса «Alan Turing: The Enigma»)
- Номинанты:
  - Врождённый порок — Пол Томас Андерсон (по книге Томаса Пинчона «Внутренний порок»)
  - Одержимость — Дэмьен Шазелл (на основе короткометражного фильма автора «Whiplash»)
  - Снайпер — Джейсон Холл (по автобиографии Криса Кайла, Скотта Макьюэна и Джима Дефелиса «American Sniper: The Autobiography of the Most Lethal Sniper in U.S. Military History»)
  - Теория всего — Энтони Маккартен (по книге Джейн Хокинг «Travelling to Infinity: My Life with Stephen Hawking»)

2016
- Победитель — Игра на понижение — Адам Маккей, Чарльз Рэндольф (по книге Майкла Льюиса «Большая игра на понижение. Тайные пружины финансовой катастрофы»)
- Номинанты:
  - Бруклин — Ник Хорнби (по одноимённому роману Колма Тойбина)
  - Комната — Эмма Донохью (по одноимённому роману автора)
  - Кэрол — Филлис Наджи (по роману Патриции Хайсмит «Цена соли»)
  - Марсианин — Дрю Годдард (по одноимённому роману Энди Уира)

2017
- Победитель — Лунный свет — Барри Дженкинс, Тарелл Элвин МакКрейни (по пьесе Тарелла Элвина МакКрейни «In Moonlight Black Boys Look Blue»)
- Номинанты:
  - Лев — Люк Дэвис (по книге Сару Брайерли и Лэрри Баттроуза «A Long Way Home»)
  - Ограды — Огаст Уилсон (по одноимённой пьесе автора)
  - Прибытие — Эрик Хайссерер (по повести Теда Чана «История твоей жизни»)
  - Скрытые фигуры — Эллисон Шредер, Теодор Мелфи (по книге Марго Ли Шеттерли «Hidden Figures»)

2018
- Победитель — Назови меня своим именем — Джеймс Айвори (по одноимённому роману Андре Асимана)
- Номинанты:
  - Большая игра — Аарон Соркин (по мемуарам Молли Блум «Molly’s Game: From Hollywood’s Elite to Wall Street’s Billionaire Boys Club, My High-Stakes Adventure in the World of Underground Poker»)
  - Горе-творец — Скотт Нейстадтер, Майкл Уэбер (по книге Грега Сестеро и Тома Бисселла «The Disaster Artist»)
  - Логан — Скотт Фрэнк, Джеймс Мэнголд, Майкл Грин (на основе истории Джеймса Мэнголда по мотивам серии комиксов «Old Man Logan»)
  - Ферма «Мадбаунд» — Ди Рис, Вирджил Уильямс (по роману Хиллари Джордан «Mudbound»)

2019
- Победитель — Чёрный клановец — Чарли Вачтел, Дэвид Рабинович, Кевин Уиллмотт, Спайк Ли (по книге Рона Сталворта «Black Klansman»)
- Номинанты:
  - Баллада Бастера Скраггса — Джоэл Коэн, Итан Коэн (по оригинальному сценарию братьев Коэнов частично на основе рассказов Джека Лондона и Стюарта Эдварда Уайта)
  - Если Бил-стрит могла бы заговорить — Барри Дженкинс (по одноимённому роману Джеймса Болдуина)
  - Звезда родилась — Брэдли Купер, Уилл Феттерс, Эрик Рот (на основе сценария Уильяма Уэллмана, Роберта Карсона, Дороти Паркер и Алана Кэмпбелла к одноимённому фильму 1937 года)
  - Сможете ли вы меня простить? — Николь Холофсенер, Джефф Уитти (по автобиографии Ли Израэл «Can You Ever Forgive Me?»)

2020
- Победитель — Кролик Джоджо — Тайка Вайтити (по книге Кристины Лёненс «Caging Skies»)
- Номинанты:
  - Два Папы — Энтони Маккартен (по пьесе автора «The Pope»)
  - Джокер — Тодд Филлипс, Скотт Силвер (на основе истории персонажа Джокера из вселенной комиксов DC)
  - Ирландец — Стивен Заиллян (по книге Чарльза Брандта «I Heard You Paint Houses»)
  - Маленькие женщины — Грета Гервиг (по одноимённому роману Луизы Мэй Олкотт)

## 2021—2025
2021
- Победитель — Отец — Флориан Зеллер, Кристофер Хэмптон (по пьесе Флориана Зеллера «Le Père»)
- Номинанты:
  - Белый тигр — Рамин Бахрани (по одноимённому роману Аравинда Адиги)
  - Борат 2 — Саша Барон Коэн, Энтони Хайнс, Дэн Свимер, Питер Бейнхэм, Эрика Равинойя, Дэн Мэйзер, Джена Фридман, Ли Керн и Нина Педрад (на основе историй о персонаже Бората Сагдиева, созданного Сашей Бароном Коэном)
  - Земля кочевников — Хлоя Чжао (по документальному роману Джессики Брудер «Земля кочевников: выжить в Америке XXI века»)
  - Одна ночь в Майами — Кемп Пауэрс (по одноимённой пьесе автора)

2022
- Победитель — CODA: Ребёнок глухих родителей — Шан Хейдер (на основе оригинального сценария Виктории Бедос, Тома Бидегена, Станисласа Карре де Мальбера и Эрика Лартиго к фильму «Семейство Белье»)
- Номинанты:
  - Власть пса — Джейн Кэмпион (по одноимённому роману Томаса Сэвиджа)
  - Дюна — Эрик Рот, Джон Спэйтс, Дени Вильнёв (по одноимённому роману Фрэнка Герберта)
  - Незнакомая дочь — Мэгги Джилленхол (по одноимённому роману Элены Ферранте)
  - Сядь за руль моей машины — Рюсукэ Хамагути, Такамаса Оэ (по одноимённому рассказу Харуки Мураками)

2023
- Победитель — Говорят женщины — Сара Полли (на основе романа Мириам Тейвс)
- Номинанты:
  - Достать ножи: Стеклянная луковица — Райан Джонсон (на основе фильма «Достать ножи» и персонажей, созданных Джонсоном)
  - Жить — Кадзуо Исигуро (на основе фильма «Жить» по оригинальному сценарию Акиры Куросавы, Синобу Хасимото и Хидэо Огуни)
  - На Западном фронте без перемен — Эдвард Бергер (по одноимённому роману Эриха Марии Ремарка)
  - Топ Ган: Мэверик — Эрен Крюгер, Эрик Уоррен Сингер, Кристофер Маккуорри, Питер Крэйг, Джастин Маркс (на основе фильма «Лучший стрелок» по сценарию Джима Кэша и Джека Эппса-мл.)

2024
- Победитель — Американское чтиво — Корд Джефферсон (по роману Персиваля Эверетта «Стирание»)
- Номинанты:
  - Барби — Грета Гервиг, Ноа Баумбах (на основе персонажей, созданных Рут Хэндлер)
  - Бедные-несчастные — Тони Макнамара (по одноимённому роману Аласдера Грея)
  - Зона интересов — Джонатан Глейзер (по одноимённому роману Мартина Эмиса)
  - Оппенгеймер — Кристофер Нолан (по биографическому роману Кая Бёрда и Мартина Дж. Шервина «Оппенгеймер. Триумф и трагедия Американского Прометея»)

2025
- Победитель — Конклав — Питер Строхан (по одноимённому роману Роберта Харриса)
- Номинанты:
  - Боб Дилан: Никому не известный — Джей Кокс, Джеймс Мэнголд (по книге Элайджи Уолда[англ.] «Dylan Goes Electric!»)
  - Мальчишки из «Никеля»[англ.] — Рамелл Росс, Джослин Барнс (по одноимённому роману[англ.] Колсона Уайтхеда)
  - Синг Синг — Клинт Бентли, Грег Куидар[англ.], Джон «Дивайн Джи» Уитфилд, Кларенс Маклин (на основе программы реабилитации в тюрьме Синг-Синг «Реабилитация через искусство[англ.]»)
  - Эмилия Перес — Жак Одиар (на основе одноимённого оперного либретто автора)